# Dopage dans l'athlétisme
Le dopage dans l'athlétisme consiste, pour les athlètes, à faire appel à des substances ou à des pratiques interdites dans le but d'améliorer leurs résultats en compétition.
Les sportifs qui se sont avérés avoir utilisé de telles substances interdites, que ce soit par le biais d'un test de dépistage de produits dopants, d'un système de passeport biologique, d'une enquête ou d'une admission publique, peuvent faire l'objet d'une interdiction de compétition pour une durée correspondant à la gravité de l'infraction. Les athlètes qui sont en possession de substances interdites, ou qui altèrent ou refusent de se soumettre à un test de dépistage peuvent également recevoir une interdiction de sport. Des interdictions de compétition peuvent également être infligées aux athlètes dont le test de dépistage de produits dopants ou stimulants sont interdits, avec effet d’amélioration de la performance (même très faible) pour les compétiteurs. L’organisme sportif mondial chargé de déterminer quelles substances sont interdites en athlétisme est l’Agence mondiale antidopage (AMA), l’organisme sportif français chargé de déterminer quelles substances sont interdites en athlétisme est l’Agence Française de Lutte contre le Dopage (AFLD).
Les affaires Ben Johnson en 1988, Marion Jones en 2003, Tyson Gay en 2013 et la Russie en 2015, sont souvent citées dans la presse parmi les affaires de dopage les plus connues liées à l'athlétisme.

## Histoire
Le premier cas révélé de dopage dans l'athlétisme lors de Jeux olympiques d'été est celui de la Polonaise Danuta Rosani, lanceuse du disque, qui utilise des stéroïdes anabolisants lors des Jeux olympiques d'été de 1976 à Montréal, au Canada. Aucun athlète n'est contrôlé positif à l'occasion des Jeux olympiques d'été de 1980 à Moscou, en Union soviétique malgré le fait que ces Jeux auraient pu être appelés les «Jeux des pharmaciens».
Durant l'année 2014, l'athlète russe Yuliya Stepanova et son mari Vitaliy, révèlent un vaste scandale de dopage systématique des athlètes de leur pays, qui aboutit à la suspension de la Fédération russe d'athlétisme (ARAF) et de 4 000 athlètes russes l'année suivante. Cette situation force le couple à s'exiler d'abord en Allemagne puis en Amérique du Nord. En novembre 2015, l'Association internationale des fédérations d'athlétisme (IAAF) suspend la Russie pour raison du vaste scandale de dopage institutionnel révélé par Stepanova. Certains athlètes russes sont tout de même autorisés à concourir sous drapeau neutre s'ils sont jugés irréprochables par un panel de l'IAAF. Le 11 du même mois, Lamine Diack, président de l’Association internationale des fédérations d’athlétisme (IAAF) pendant 16 années, démissionne de son poste car il se voit accusé de couvrir des cas de dopage contre rémunération, ou indirectement, en étant obnubilé par la performance sportive et en oubliant trop souvent d’autres valeurs du sport.
Le 21 juillet 2016, le Tribunal arbitral du sport (TAS) à Lausanne, en Suisse, rejette le recours présenté par 68 athlètes russes qui souhaitent participer aux Jeux olympiques d'été ayant lieu à Rio de Janeiro, au Brésil. Darya Klishina, spécialiste du saut en longueur, est la seule et première athlète russe autorisée à participer comme athlète neutre autorisé (ANA).

### 2019: maintien de la suspension de la Russie et fin du Nike Oregon Project (NOP)
Le 21 janvier 2019, 42 athlètes russes sont autorisés à concourir par le comité d'examen du dopage de l'IAAF sous la bannière neutre. Le 23 septembre 2019, l'IAAF décide de maintenir la suspension de la Russie pour les Championnats du monde d'athlétisme ayant lieu à Doha, au Qatar. La participation de la Russie aux Jeux olympiques d'été ayant lieu à Tokyo, au Japon est également compromise faute d'explications valables. En avril 2019, Ifrane au Maroc se retrouve dans le viseur de l'IAAF. La ville marocaine est suspectée d'être une plaque tournante du dopage d'athlètes français en stage. Le 30 septembre 2019, l'Américain Alberto Salazar, ex-entraîneur du coureur britannique Mohamed Farah et actuel de la coureuse néerlandaise Sifan Hassan, tout juste titrée sur le 10 000 mètres, est suspendu pendant quatre ans après quatre années d'enquête par l'Agence américaine antidopage (USADA) pour contravention des règles. Une cellule d'enquête indépendante conclut que le coach s'est rendu notamment coupable de trafic de testostérone. Jeffrey Brown, un endocrinologue payé par Nike, travaillant avec Salazar et soignant ses athlètes écope également de quatre ans de suspension. Salazar est également accusé d'avoir injecté à ses athlètes de l'acide aminé L-carnitine au-delà des doses autorisées et d'avoir tenté de s'opposer à une collecte d'informations par l'USADA. Deux de ses athlètes, Clayton Murphy et Donavan Brazier se qualifient pour la finale du 800 mètres. À la suite des problèmes causés par Salazar et son Nike Oregon Project (NOP), le PDG de Nike, Mark Parker, se défend dans un document interne en indiquant que « Nike n'a pas pris part à une quelconque initiative destinée à doper systématiquement les athlètes ». Cette affaire inquiète également Thomas Bach, le président du Comité international olympique (CIO). Il déclare à l'issue d'une réunion que « nous allons demander des précisions à l'AMA d'abord pour savoir combien d'athlètes ont été l'objet d'une enquête ». Des résultats aux Jeux olympiques pourraient aussi être « affectés » selon Bach. Kara Goucher, ancienne athlète entraînée jadis par Salazar dans le cadre du NOP, devenue lanceuse d'alerte, estime que ce programme devrait être fermé. Le 11 octobre, Mark Parker, annonce la fin du NOP. Il déclare que « cette situation, conjuguée à des affirmations non fondées, est préjudiciable à de nombreux athlètes et elle compromet leur capacité à se concentrer sur les exigences de l’entraînement et de la compétition. J’ai donc pris la décision de mettre fin au projet Oregon »,. Le 23 octobre, Iouri Ganous, le directeur de la RUSADA, annonce que « les sportifs ne participeront pas sous leur drapeau et à part entière à Tokyo. C’est ce que je pense ». Cela laisse à entendre que la Russie ne participera probablement pas aux Jeux olympiques de 2020 à Tokyo.

## Instances
Plusieurs instances sont chargées d'encadrer, de contrôler et de sanctionner les cas de dopage aux niveaux mondial et/ou national. L'Athletics Integrity Unit(AIU) est chargée de la lutte contre le dopage pour l'Association internationale des fédérations d'athlétisme (IAAF).

### Mondiales
- Agence mondiale antidopage (AMA), ou World Anti-Doping Agency (WADA)

### Nationales
- Agence américaine antidopage, United States Anti-Doping Agency (USADA)
- Agence française de lutte contre le dopage (AFLD)
- Agence russe antidopage, Russian Anti-Doping Agency (RUSADA)

## Laboratoires
- Laboratoire suisse d'analyse du dopage (LAD)

Le 9 octobre 2019, le LAD annonce avoir mis au point une nouvelle méthode de détection du dopage sanguin qui ne nécessite qu'une goutte de sang recueillie au bout du doigt et séchée sur du papier buvard. L'échantillon peut ensuite être transmis par simple envoi postal au laboratoire, où l'analyse ne prend que quelques heures. Cette méthode doit cependant être validée par l'AMA.

## Affaires de dopage
Ci-après une liste non-exhaustive de cas révélés de dopage dans l'athlétisme. L'année mentionnée est celle de l'annonce de la suspension de l'athlète. Certains de ces athlètes se sont vus retirer leurs médailles ou annuler leurs records de manière rétroactive. Pour certains athlètes, il existe même des cas de récidives avec une suspension souvent plus lourde la seconde fois.

### 1984
- Ánna Veroúli, championne d'Europe (1982) du lancer du javelot, disqualifiée des Jeux olympiques d'été de 1984 (nandrolone)[16].

### 1988
- Ben Johnson (1), champion olympique (1988) et champion du monde (1987) du 100 mètres, suspendu 2 ans (stanozolol)[17].

### 1993
- Ben Johnson (2), suspendu à vie (testostérone)[18].

### 1996
- Iva Prandzheva (2), championne d'Europe en salle (1996) du triple saut, suspendue 2 ans (stéroïdes anabolisant)[19].

### 1998
- Randy Barnes, champion olympique (1996) du lancer du poids, suspendu à vie (androstènedione)[20].

### 1999
- Irina Korzhanenko (1), suspendue 2 ans[21].

### 2000
- Iva Prandzheva (2), championne d'Europe en salle (1996) du triple saut, suspendue à vie (stéroïdes anabolisant)[19].

### 2001
- Justin Gatlin (1), suspendu 1 an (amphétamine).
- Andrei Mikhnevich (1), suspendu 2 ans.
- Natalya Sadova (1), championne du monde (2001) du lancer du disque perd son titre (caféine)[22].

### 2003
- Dwain Chambers, champion européen (2002), suspendu 2 ans (THG)[23].
- Calvin Harrison, suspendu 4 ans (modafinil)[24].
- Regina Jacobs, suspendue 2 ans (THG)[25].

### 2004
- Irina Korzhanenko (2), championne olympique (2004), du lancer du poids, suspendue à vie (stanozolol)[21].
- Anastasiya Kapachinskaya (1), championne du monde (2003) du 200 m, suspendue 2 ans (stéroïdes anabolisant)[26].
- Vita Pavlysh, championne du monde (2004) du lancer du poids, suspendue à vie (stéroïdes anabolisant)[27].

### 2005
- Tim Montgomery, champion olympique (2000) et champion du monde (1999) du 4 × 100 mètres, suspendu 2 ans (EPO, insuline, THG)[28].
- Chryste Gaines, championne olympique (1996) du 4 x 100 m, suspendue 2 ans (THG)[29].

### 2006
- Justin Gatlin (2), champion olympique (2004) du 100 mètres et champion du monde du 100 mètres et du 200 mètres (2005), suspendu 4 ans (testostérone)[30].
- Natalya Sadova (2), championne olympique (2004) du lancer du disque, suspendue 2 ans (méthandrosténolone)[22].
- Kelli White, championne du monde (2003) du 100 m et 200 m, suspendue 2 ans (THG, EPO)[31].

### 2007
- Marion Jones (1), championne olympique (2000), suspendue deux ans (Affaire Balco)[32].

### 2008
- Lyudmyla Blonska, vice-championne olympique (2008), suspendue à vie (stéroïde anabolisant)[33].
- Igor Erokhin (1), suspendu 2 ans (EPO)[34].
- Darya Pishchalnikova (1), vice-championne du monde (2007) du lancer du disque, suspendue 2 ans et 9 mois[35].
- Josephine Onyia, suspendue 2 ans (méthylhexanamine)[36].

### 2009
- Jerome Young, champion du monde (2003) du 400 m, suspendu à vie[37].

### 2011
- Josephine Onyia, suspendue 2 ans (méthylhexanamine)[36].

### 2012
- Hassan Hirt, suspendu 2 ans (EPO)[38].
- Marina Nichișenco, suspendue 2 ans (stanozolol)[39].
- Diego Palomeque, champion d'Amérique du Sud (2015, 2017, 2019), suspendu 2 ans (testostérone)[40].
- Svetlana Krivelyova, championne olympique (1992), championne du monde (2003) et championne du monde en salle (2004) du lancer du poids, retrait de médaille olympique par le CIO et suspendue 2 ans (stéroïdes)[41].

### 2013
- Aslı Çakır Alptekin, championne olympique (2012) du 1 500 m, suspendue 8 ans et déchue de ses médailles gagnées entre 2010 et 2012 (irrégularité du passeport biologique)[42].
- Igor Erokhin (2), suspendu à vie[43].
- Lyudmyla Yosypenko, vice-championne d'Europe (2012) de l'heptathlon, suspendue 4 ans (irrégularité du passeport biologique)[44].
- Darya Pishchalnikova, vice-championne du monde (2007), du lancer du disque, suspendue 10 ans (oxandrolone)[45].
- Andrei Mikhnevich, champion du monde (2003) du lancer du poids, suspendu à vie[46].
- Natallia Mikhnevich, championne d'Europe (2006) du lancer du poids, suspendue 2 ans (stanozolol) [47].
- Tatyana Kotova, déchue de ses médaillées obtenues en 2005 et 2006[48].
- Alex Schwazer, champion olympique (2008) du 50 km marche, suspendu 3 ans et 9 mois (EPO)[49].
- Tyson Gay, champion du monde (2007) du 100 mètres, du 200 mètres et du 4 × 100 mètres, suspendu 1 an (stéroïde anabolisant).
- Andrei Mikhnevich (2), spécialiste du lancer du poids déjà suspendu en 2001 pour deux ans, est disqualifié à vie par l'IAAF, en raison d'échantillons prélevés lors des Championnats du monde d'athlétisme 2005, à Helsinki, en Finlande, et réexaminés plusieurs années plus tard. Tous ses résultats obtenus depuis août 2005 sont annulés (clenbuterol, méthandrosténolone et oxandrolone).

### 2014
- Nadzeya Astapchuk, championne olympique (2012) et championne du monde (2010) du lancer du poids, déchue de ses médailles gagnées entre 2005 et 2012 (turinabol et tamoxifène)[50].
- Quentin Bigot, vice-champion du monde (2019) du lancer du marteau, suspendu 4 ans dont 2 avec sursis (stanozolol)[51].
- Rita Jeptoo, vainqueur du marathon de Boston (2013, 2014) et du marathon de Chicago (2013, 2014), suspendue 2 ans (EPO)[52].
- Liliya Shobukhova, vainqueur du marathon de Chicago (2009, 2010, 2011) et du marathon de Londres (2010), suspendue 2 ans (irrégularités du passeport biologique) mais sanction raccourcie à 7 mois car elle collabore avec l'AMA, interdite à vie sur les World Marathon Majors[53],[54].

### 2015
- Marta Domínguez, championne d'Europe (2002, 2006), suspendue 3 ans et déchue de ses médailles entre 2009 et 2013 (irrégularité du passeport biologique)[55].
- Yuliya Zaripova, championne olympique (2012) du 3 000 m steeple, suspendue 30 mois (irrégularité du passeport biologique)[56].
- Sergey Kirdyapkin, champion du monde (2005) du 50 km marche, suspendu 3 ans et 2 mois (irrégularité du passeport biologique)[57].
- Mariya Savinova, championne olympique (2012), championne d'Europe (2010) et championne du monde (2011) du 800 mètres, suspendue 4 ans (irrégularités du passeport biologique)[58].
- Elvan Abeylegesse, championne du monde (2010) du 5 000 m et du 10 000 m, suspendue 2 ans et ses médailles d'argent olympiques de 2008 retirées (stanozolol)[59].
- Gamze Bulut, vice-championne olympique (2012) du 1 500 m, suspendue 4 ans et ses médailles depuis 2012 retirées (irrégularités du passeport biologique)[59].

### 2016
- Yekaterina Volkova, médaillée de bronze olympique (2008) du 3 000 mètres steeple, est déchue de sa médaille (oral-turinabol)[60].
- Josephine Onyia (3), disqualifiée des Jeux olympiques d'été de 2008 (méthylhexanamine)[60].
- Amine Laâlou, vice-champion d'Afrique (2010), suspendu 8 ans (EPO)[61].
- Nastassia Mironchyk-Ivanova, vice-championne d'Europe en salle (2019) du saut en longueur, suspendue 2 ans[62].
- Antonina Krivoshapka, championne d'Europe en salle (2009) du 400 m, suspendue 2 ans[63].
- Anastasiya Kapachinskaya (2), suspendue 4 ans[64].
- Denis Alekseyev, médaillé de bronze olympique (2008), perd sa médaille et est suspendu 2 ans (turinabol)[65].
- Yuliya Chermoshanskaya, déchue de sa médaille d'or olympique de 2008[66].
- Tatyana Chernova, suspendue 2 ans et déchue de ses médailles depuis 2008 (irrégularités du passeport biologique)[67].
- Anna Chicherova, championne olympique (2012), déchue de ses médailles de 2008 et 2009 (turinabol)[68].
- Chrysopiyí Devetzí, vice-championne olympique (2004) et championne du monde en salle (2007), perd toutes ses médailles obtenue en 2007 et 2008 et est suspendue 2 ans (stanozolol)[69].

### 2017
- Jemima Sumgong, championne olympique (2016) du marathon, suspendue 4 puis 8 ans (EPO)[70],[71].
- Athanasía Pérra, suspendue 4 ans[72].
- Anna Pyatykh, vice-championne du monde en salle (2006) du triple saut, suspendue 4 ans[73].
- Mariya Savinova, championne olympique (2012) du 800 m, suspendue 4 ans (hormone de croissance)[74].
- Ekaterina Zavyalova, championne d'Europe par équipes du 800 mètres (2014), suspendue 2 ans[75].

### 2018
- Anastasiya Mokhnyuk vice-championne du monde en salle (2016) de l'heptathlon, suspendue 4 ans[76].

### 2019
- Jemima Sumgong, championne olympique (2016) du marathon et vainqueur du marathon de Londres 2016, suspendue d'abord 4 ans (EPO) puis doublé à 8 ans pour mensonge[77].
- Asbel Kiprop, champion olympique (2008) et triple champion du monde (2011, 2013, 2015) du 1 500 mètres, suspendu pour 4 ans (EPO)[78].
- Tatyana Firova, championne du monde (2005), suspendue 4 ans et déchue de ses médailles entre 2008 et 2013[79].
- Manpreet Kaur, championne du monde (2017) du lancer du poids, suspendue 4 ans (méténolone et dimethylbutylamine)[80].
- Tatyana Lysenko, championne olympique (2012) du lancer du marteau, suspendue 8 ans (turinabol)[81].
- Svetlana Shkolina, championne du monde (2013) du saut en hauteur, suspendue 4 ans (rapport McLaren)[82].
- Ivan Ukhov, champion olympique (2012) du saut en hauteur, suspendu 4 ans (rapport McLaren)[82].
- Gulfiya Khanafeyeva, vice-championne d'Europe (2006) du lancer du marteau, suspendue 8 ans (rapport McLaren)[82].
- Sanjivani Jadhav, médaillée de bronze asiatique (2019) du 10 000 m, suspendue 2 ans (probénécide)[83].
- Clémence Calvin, spécialiste des courses de fond. Incident au Maroc lors d'un contrôle antidopage inopiné en 2019[84],[85]. Elle bat le record de France lors du marathon de Paris après levée de sa suspension provisoire. Record de France qui n'est pas homologué[86]. Le 11 décembre 2019, elle est suspendue 4 ans par l'AFLD, et fait appel de cette décision[87].

Durant les semaines précédents les mondiaux de Doha, plusieurs athlètes qualifiés et sélectionnés sont suspendus pour violations des règles antidopage : 
- Maryna Arzamasava[88]
- Andressa de Morais[89]
- Carina Horn[90]
- Michelle-Lee Ahye[91]
- Dilshod Nazarov[92]
- Albert Rop
- Ophélie Claude-Boxberger, spécialiste des épreuves de demi-fond, contrôlée positive à l'EPO lors d'un contrôle le 18 septembre. L'information devient officielle le 19 novembre 2019[93].

### 2020
- Vincent Yator, spécialiste du 3000 m steeple, suspendu 4 ans (testostérone, prednisone et prednisolone)[94].
- Robel Fsiha, champion d'Europe de cross-country en 2019, suspendu 4 ans (testostérone)[95].
- Etaferahu Temesgen Wodaj, suspendue 12 ans (EPO, testostérone)[96].
- Luke Traynor, suspendu 2 ans (cocaïne)[97].
- Wilson Kipsang, spécialiste du marathon, suspendu 4 ans (falsification, défaut de localisation)[98].

### 2021
- Shelby Houlihan, coureuse américaine, suspendue 4 ans ( présence de nandrolone et surtout de 9-norandrostérone )[99]

## Soupçons de dopage
- Morhad Amdouni, athlète français spécialiste des courses de fond, notamment champion d'Europe du 10 000 mètres à Berlin en 2018. Un reportage de la chaîne de télévision allemande ARD révèle des informations comme quoi il serait impliqué dans une affaire de dopage en 2017. ARD affirme être en possession de discussions WhatsApp entre Amdouni et un dealer d'EPO. Ce dernier lui aurait notamment écrit « Si je n'ai pas mon argent demain, Mourad, tu vas le regretter et tu seras perdant parce que je n'aime pas les personnes qui profitent de moi. Juste pour te rappeler que tu as acheté un pack d'EPO et un pack d'hormones de croissance. Je te le dis encore, je veux mon argent demain, 150 euros ». L'athlète nie en bloc en déclarant que « c'est simplement incroyable de parler de telles choses, il n'y a rien. Il n'y a rien à dire là-dessus, il n'y a rien ».
- Christian Coleman, athlète américain spécialiste du sprint, trois manquements à ses obligations de contrôle antidopage en 2019[100]. Il est malgré tout autorisé par l'USADA à participer aux Championnats du monde 2019[101]. Il remporte l'épreuve du 100 mètres quelques jours après l'autorisation de l'agence antidopage.
- Olga Yegorova, athlète russe spécialiste du demi-fond, contrôlée positive à l'EPO en 2001 et suspendue, puis finalement rétablie pour vice de forme, le contrôle urinaire n'ayant pas été accompagné d'un contrôle sanguin[102].
- Florence Griffith-Joyner, athlète américaine spécialiste du sprint, morte à 38 ans.

## Substances interdites
- Amphétamine
- Clenbutérol
- Déhydroépiandrostérone (DHEA)
- Érythropoïétine (EPO)
- Furosémide
- Hormone de croissance
- Meldonium
- Méthandrosténolone (DBOL)
- Nandrolone
- Oxandrolone
- Phénylpropanolamine
- Stanozolol
- Testostérone
- Tétrahydrogestrinone (THG)

Amphétamine c’est un stimulant qui a pour but de réduire la fatigue, améliorer le temps de réaction et augmenter l’attention et la concentration. 
Clenbutérol a pour objectif de stimuler la fonction pulmonaire et d’avoir un effet anabolisant. C’est-à-dire que le produit peut renforcer les muscles. 
Dehydroepiandrostérone permet de maximiser les cures en hormones en augmentant les niveaux de croissance. 
Érythropoïétine accroit le transport de l’oxygène donc augmente l’endurance,.
Hormone de croissance permet de prendre de la masse musculaire et permet de diminuer la graisse. 
Meldonium permet d’avoir un effet sur a synthèse de la carnitine. 
Nandrolone renforcer la masse musculaire et réduire l’endurance.
Phénylpropanolamine est un vasoconstricteur utilise pour ses propriétés décongestionnantes des voies aériennes. 
Stanozolol est un stéroïde qui permet de prendre de la masse musculaire durablement.
Testostérone permet l’augmentation musculaire donc la force musculaire. Elle permet aussi une résistance a la fatigue.

## Pratiques interdites
- Irrégularités du passeport biologique
- Refus lors du test d'urine